# Susan Nolen-Hoeksema
Susan Nolen-Hoeksema (22 de maig de 1959 - 2 de gener de 2013) va ser una professora nord-americana de psicologia a la Universitat Yale. La seva investigació va explorar com les estratègies de regulació de l'estat d'ànim podrien correlacionar-se amb la vulnerabilitat d'una persona a la depressió, amb un enfocament especial en un constructe que va anomenar rumiació i diferències de gènere.

## Educació i ocupació
Nolen-Hoeksema va néixer a Springfield, Illinois. Com a estudiant universitària, Susan Nolen-Hoeksema va assistir a la Universitat Yale, on va obtenir una llicenciatura en psicologia. Es va graduar el 1982 summa cum laude. Després va anar a la Universitat de Pennsilvània, on va obtenir un Master of Arts (1984) i un doctorat (1986) en psicologia clínica. Com a estudiant de postgrau, la investigació de Susan es va centrar principalment en la comprensió dels predictors de depressió entre nens i adolescents. Nolen-Hoeksema va liderar el Programa de depressió i cognició de la Universitat Yale. Tot i que tradicionalment el laboratori se centrava en la depressió, els treballs passats i actuals se centraven en el Trastorn d'ansietat generalitzada, el trastorn d’ansietat social i altres trastorns de l'estat d’ànim.
Del 1986 al 1995, va ser membre de la facultat de la Universitat Stanford rebent el càrrec el 1993. Del 1995 al 2004 va ser professora titular de la Universitat de Michigan a l'Àrea de Personalitat. Des del 2004 fins al 2013, Nolen-Hoeksema va ser professor i investigador a Yale, a més del cap del programa de depressió i cognició de Yale.
Va ser l'editora fundadora de l'Annual Review of Clinical Psychology del 2005 al 2013.
Va morir el 2 de gener de 2013 per complicacions de la cirurgia cardíaca per reparar els danys causats per una infecció sanguínia.

## Distincions i guardons
- James McKeen Cattell Fellow Award, 2013 de l'Associació per a la Ciència Psicològica.[9][10][11]
- El treball vital i la investigació de Nolen-Hoeksema van ser premiats el febrer de 2014 per una secció especial del Journal of Abnormal Psychology, volum 123, número 1.[12]

## Publicacions
Nolen-Hoeksema va publicar una dotzena de llibres, inclosos llibres acadèmics, llibres de text i tres llibres per al públic en general sobre salut mental de les dones.
- Atkinson and Hilgard's Introduction to Psychology 16th Ed." Engage Learning EMEA, 2014.
- The Power of Women: Harness Your Unique Strengths at Home, at Work, and in Your Community,[13] 2010, Times Books
- Atkinson and Hilgard's Introduction to Psychology 15th Ed.. Wadsworth Cengage Learning: EMEA, 2009.
- Handbook of depression in adolescents (with Lori Hilt)[14] 2008, Routledge
- Women Conquering Depression: How to Gain Control of Eating, Drinking, and Overthinking and Embrace a Healthier Life[15] 2006, Henry Holt
- Women Who Think Too Much: How to Break Free of Overthinking and Reclaim Your Life[16] 2003, Holt
- Atkinson and Hilgard's Introduction to Psychology 14th. Ed.. Wadsworth/Thomson Learning: Belmont, 2003.
- Coping With Loss (with Judith Larson)[17] 1999, Lawrence Erlbaum Associates, Publishers
- Clashing Views on Abnormal Psychology 1998 Dushkin/McGraw-Hill
- Sex Differences in Depression[18] 1990, Stanford University Press
- Depression: Treatment and Management (2 Volumes) (with Haraton Davidian and Hamideh Jahangiri), volume one[19] volume two[20]
- Psychotherapy of depression in elderly (3 Volumes) (with Hamzeh Ganji and Hamideh Jahangiri), volume one[21] volume two[22] volume three[23]